# Liverpool Road railway station (Manchester)
Manchester Liverpool Road est une ancienne gare de Manchester sur la ligne Liverpool and Manchester Railway, en Angleterre. Cette gare, ouverte le 15 septembre 1830, constituait le terminus de la première ligne de chemin de fer à transporter des passagers entre deux villes à l'aide d'une locomotive à vapeur. C'est ainsi le plus ancien terminus au monde toujours existant,.

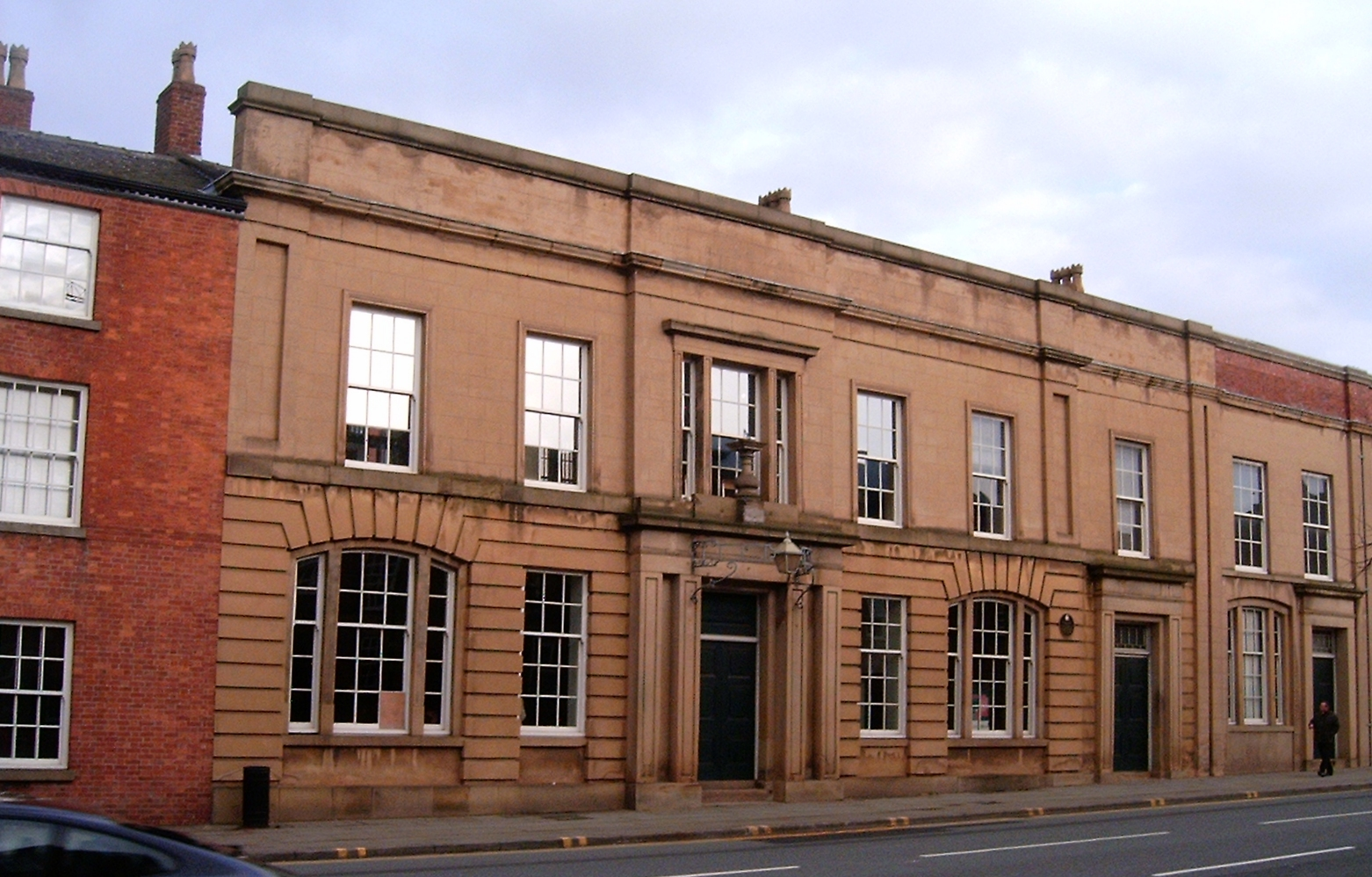
La façade de la gare en 2008.

La station cesse ses activités de transport de passagers le 4 mai 1844 quand la ligne a été étendue pour rejoindre la Manchester and Leeds Railway à Hunt's Bank.
La station est aujourd'hui monument classé grade I, et fait partie du musée des sciences et de l'industrie de Manchester.
Il y a un plan de chemins de fer sur le nom de 'Northern Hub', provenance de la compagnie Network Rail. Ce plan envisage la fin de la connexion du chemin de fer vers la gare historique Manchester Liverpool Road et le musée aussi.